# Wieger StG-940
Wieger StG-940 — восточно-германский вариант автомата Калашникова под патрон 5,56×45 мм НАТО, разработанная в экспортных целях. Была опробована Бундесвером, но не принята на вооружение. Существовал вариант Wieger StG-942 под патрон 5,45×39 мм.